# Promotor genu
Promotor – odcinek DNA, położony zazwyczaj powyżej sekwencji kodującej genu (tuż przed początkiem genu), który zawiera sekwencje rozpoznawane przez polimerazę RNA zależną od DNA. Sygnalizuje początek genu, stanowi miejsce przyłączenia polimerazy RNA do nici DNA. Po połączeniu się polimerazy RNA z promotorem rozpoczyna się transkrypcja (proces przepisywania informacji genetycznej z DNA na RNA). Promotory eukariotyczne zawierają także sekwencje rozpoznawane przez czynniki transkrypcyjne, które wiążąc się z DNA umożliwiają związanie się polimerazy RNA z nicią DNA i rozpoczęcie transkrypcji. Promotor może mieć długość od kilkudziesięciu do kilkuset nukleotydów.

## Promotor prokariotyczny
U organizmów prokariotycznych promotor składa się z dwóch sekwencji położonych 10 (pozycja −10) i 35 (pozycja −35) nukleotydów przed miejscem inicjacji transkrypcji (pozycja +1). Sekwencja położona w pozycji −10 to sekwencja TATAAT, zwana też ramką Pribnowa, która jest niezbędna do rozpoczęcia transkrypcji u prokariotów.

## Promotor eukariotyczny
Promotory organizmów eukariotycznych są znacznie bardziej zróżnicowane. Należące do nich elementy regulacyjne mogą się znajdować nawet kilka tysięcy par zasad od miejsca startu transkrypcji. Zwykle w promotorach eukariotycznych można wyróżnić promotor minimalny (położony kilkadziesiąt par zasad od miejsca startu transkrypcji), promotor bliższy oraz promotor dalszy. 
Ponadto na transkrypcję mogą wpływać elementy położone poza promotorem, w dużej odległości od genu (enhancery i silencery). Ich wpływ jest niezależny od tego, czy położone są poniżej, czy powyżej sekwencji kodującej. 
Minimalny promotor (ang. core promoter) organizmów eukariotycznych zawiera miejsce startu transkrypcji i miejsce wiązania kompleksu preinicjacyjnego, w którego skład wchodzą ogólne czynniki transkrypcyjne i polimeraza RNA. Zaczyna się od ok. −35 par zasad od miejsca startu transkrypcji.
W podstawowej sekwencji minimalnych promotorów, w których transkrypcji bierze udział polimeraza RNA II, znajduje się kombinacja siedmiu podstawowych elementów. Są to:
- sekwencja TATA (ang. TATA box) – rozpoznawana przez TBP (białko wiążące TATA, ang. TATA-box binding protein) będące składnikiem ogólnego czynnika transkrypcyjnego TFIID
- sekwencja Inr (ang. Initiator) – bogata w pirymidyny sekwencja otaczająca miejsce inicjacji transkrypcji, rozpoznawana przez białka TAF wchodzące w skład TFIID
- sekwencja DPE – rozpoznawana przez białka TAF wchodzące w skład TFIID
- sekwencja MTE
- sekwencja DCE – rozpoznawana przez białka TAF wchodzące w skład TFIID
- sekwencja BRE u – rozpoznawana przez ogólny czynnik transkrypcyjny TFIIB
- sekwencja BRE d – rozpoznawana przez ogólny czynnik transkrypcyjny TFIIB

Bliższy promotor (proximal promoter), obejmujący obszar od −250 par zasad od miejsca startu transkrypcji, zawiera sekwencje rozpoznawane przez indukowalne czynniki transkrypcyjne. 
Dalszy promotor (distal promoter) obejmuje bardziej oddalone od genu sekwencje zawierające dodatkowe elementy regulatorowe (miejsca wiązania specyficznych czynników transkrypcyjnych).